# 久僧
久僧（きゅうそ）は、京都府京丹後市丹後町の地名。大字としての名称は丹後町久僧（たんごちょうきゅうそ）。日本海に面しており、宇川地域に含まれる。2023年6月30日時点の世帯数は78世帯、人口は193人。

## 地理

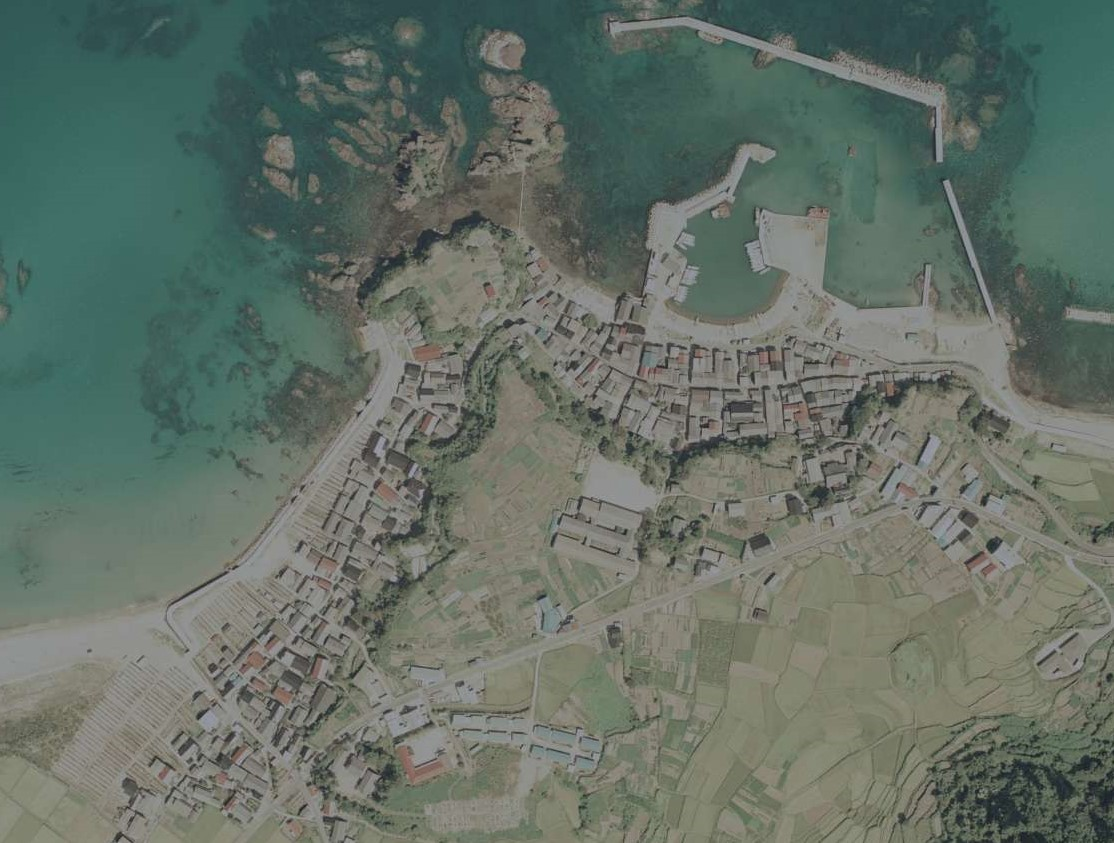
久僧（中央より左）と中浜（中央より右）

丹後町の北東部にあり、丹後半島の北端部に位置する。東は中浜、西は上野に接しているほか、北は日本海に面している。海岸沿いには高島から大島の間に遠浅の砂浜海岸が形成されており、丹後町でも屈指の久僧海水浴場を有する。
集落は海岸の道路沿いに位置しており、背後の台地は畑地となっている。台地上を東西に国道178号が通っており、久僧では国道178号から京都府道652号久僧伊根線が分岐している。集落の西側には上山岳を源流とする吉野川の河口があり、吉野川の流域に沿って水田が形成されている。

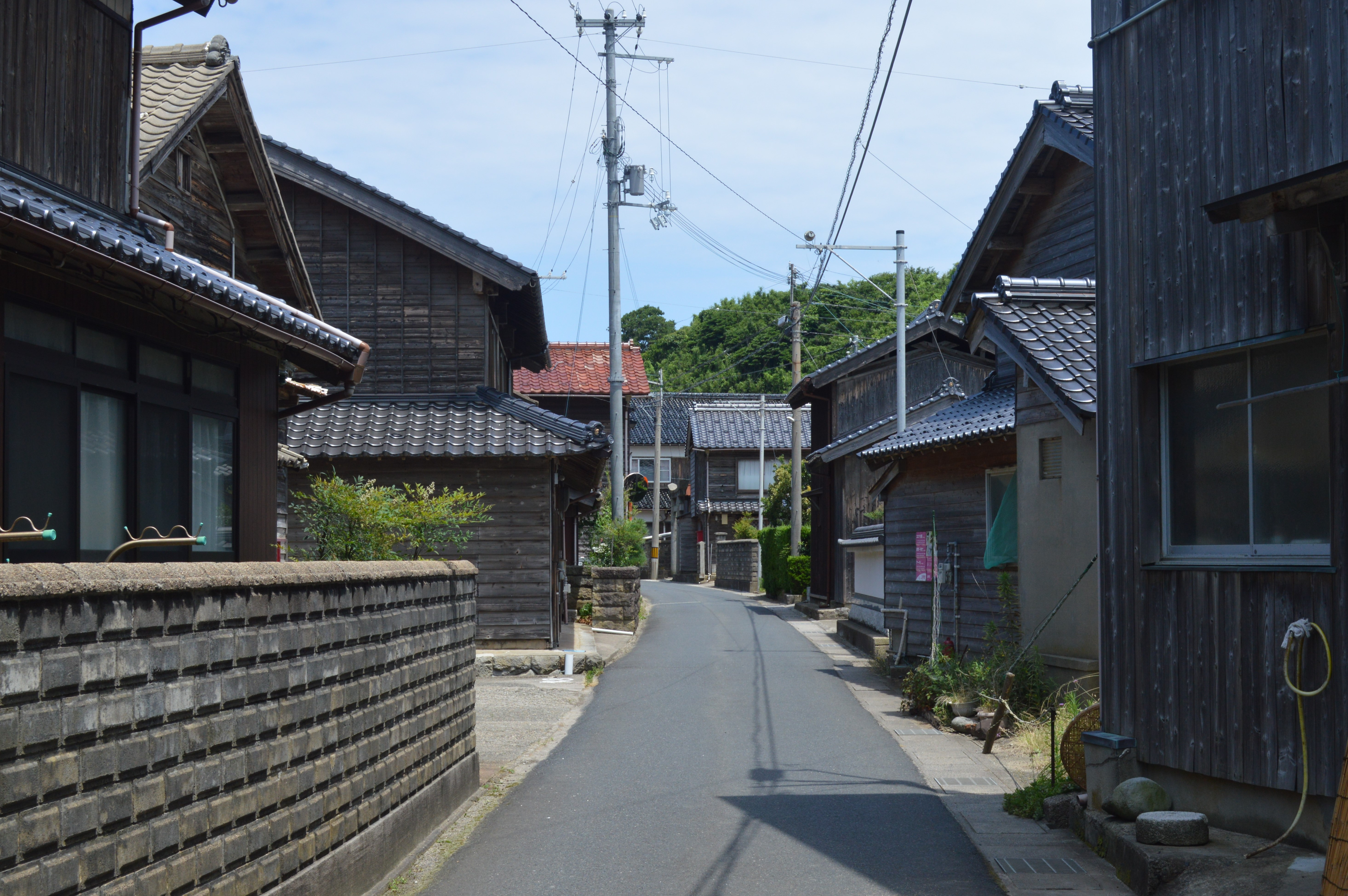
久僧の町並み
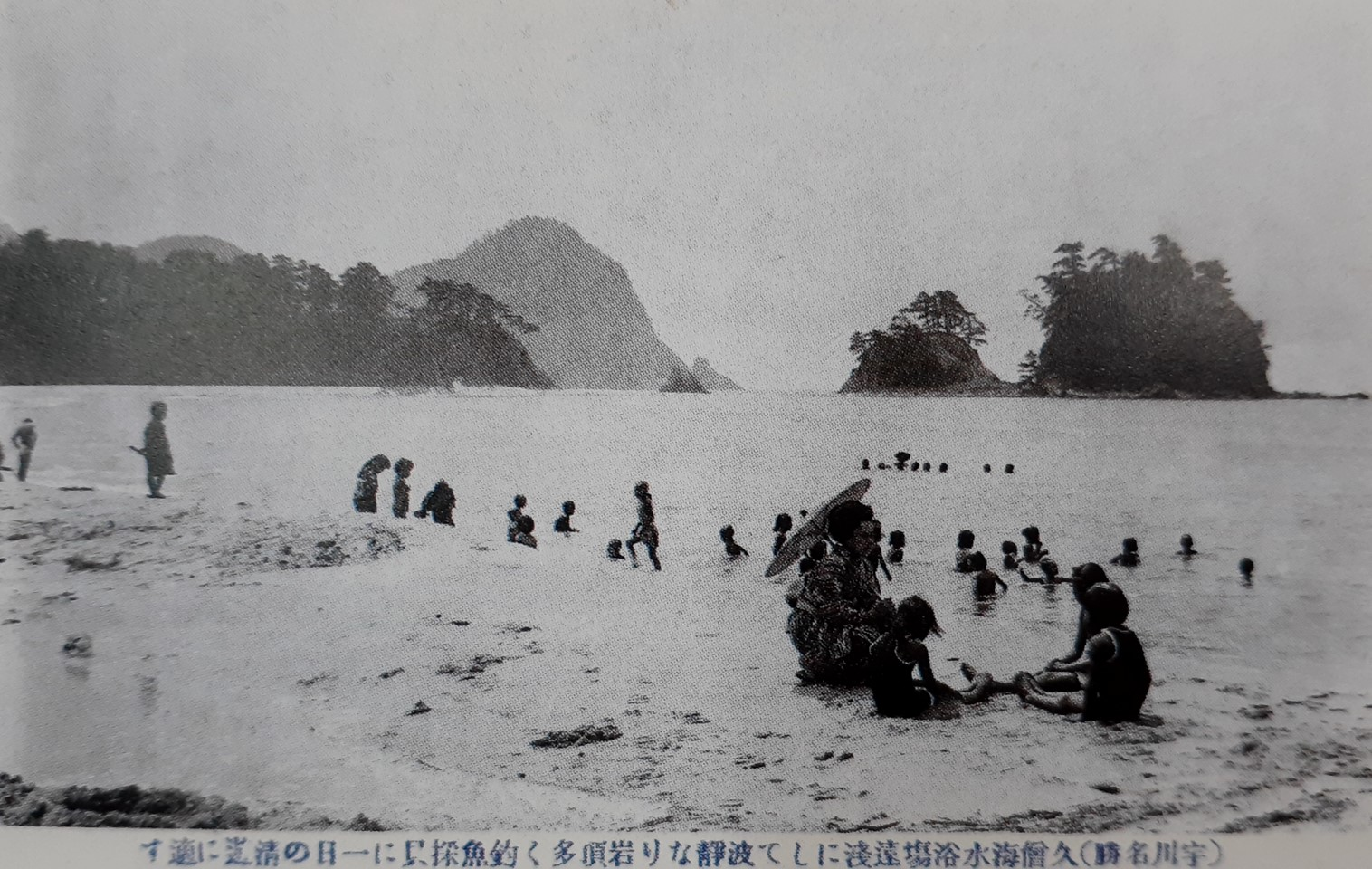
戦前の久僧海水浴場（絵葉書）
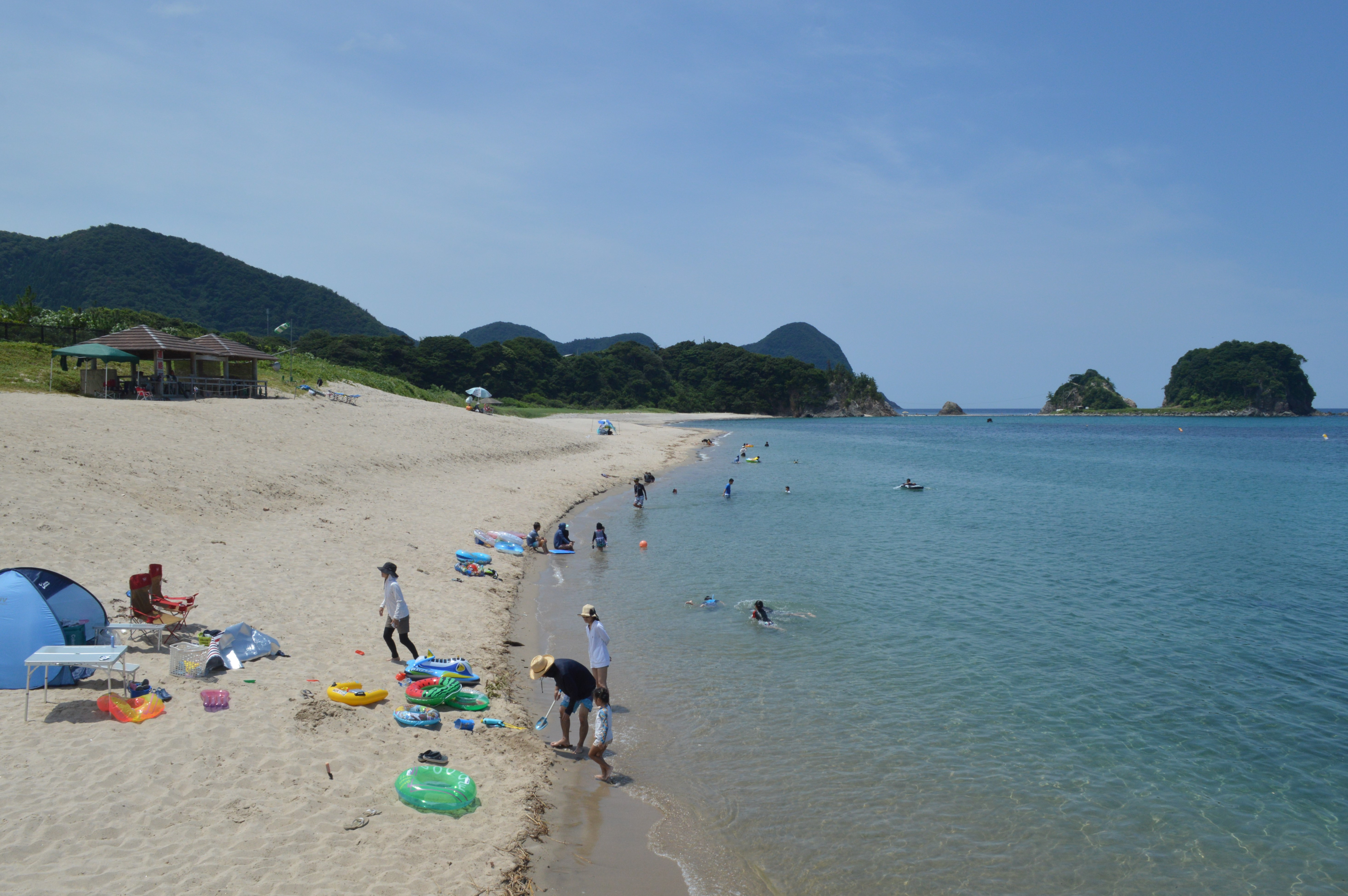
現在の久僧海水浴場

### 人口
| 1955年（昭和30年） | 372人 |
| 1960年（昭和35年） | 361人 |
| 1970年（昭和45年） | 348人 |
| 1980年（昭和55年） | 357人 |
| 1990年（平成02年） | 271人 |
| 2000年（平成12年） | 236人 |
| 2010年（平成22年） | 211人 |

出典は国勢調査。

## 歴史

### 中世
中世には宇川保と呼ばれる地域の一部だった。伝承によると、室町時代の貞治年間（1362年 - 1368年）、現在の集落より約300メートル南の山間に、農業を生業として約100戸を有する大集落があった。しかし弘治3年（1557年）以降に天然痘や麻疹が流行し、また飢饉や暴風雨などの災渦に見舞われた。この時期には土砂災害などの被害も出たことで、徐々に日本海沿いの現在地に集落が形成されていった。今日では漁業は停滞しているものの、永禄年間（1558年 - 1570年）以降には漁業も行われた。

### 近世
江戸時代初期には宮津藩領であり、享保2年（1717年）に幕府領となった。当初は丹後国竹野郡宇川村の一部だったが、寛文9年（1669年）に久僧村として分村独立した。隣海寺は天和元年（1681年）の創建と伝わる。『延宝郷村帳』における村高は163石余、『宝永村々辻高帳』における村高は238石余、天保年間の『天保郷帳』や明治初期の『旧高旧領』における村高は239石余である。

### 近代

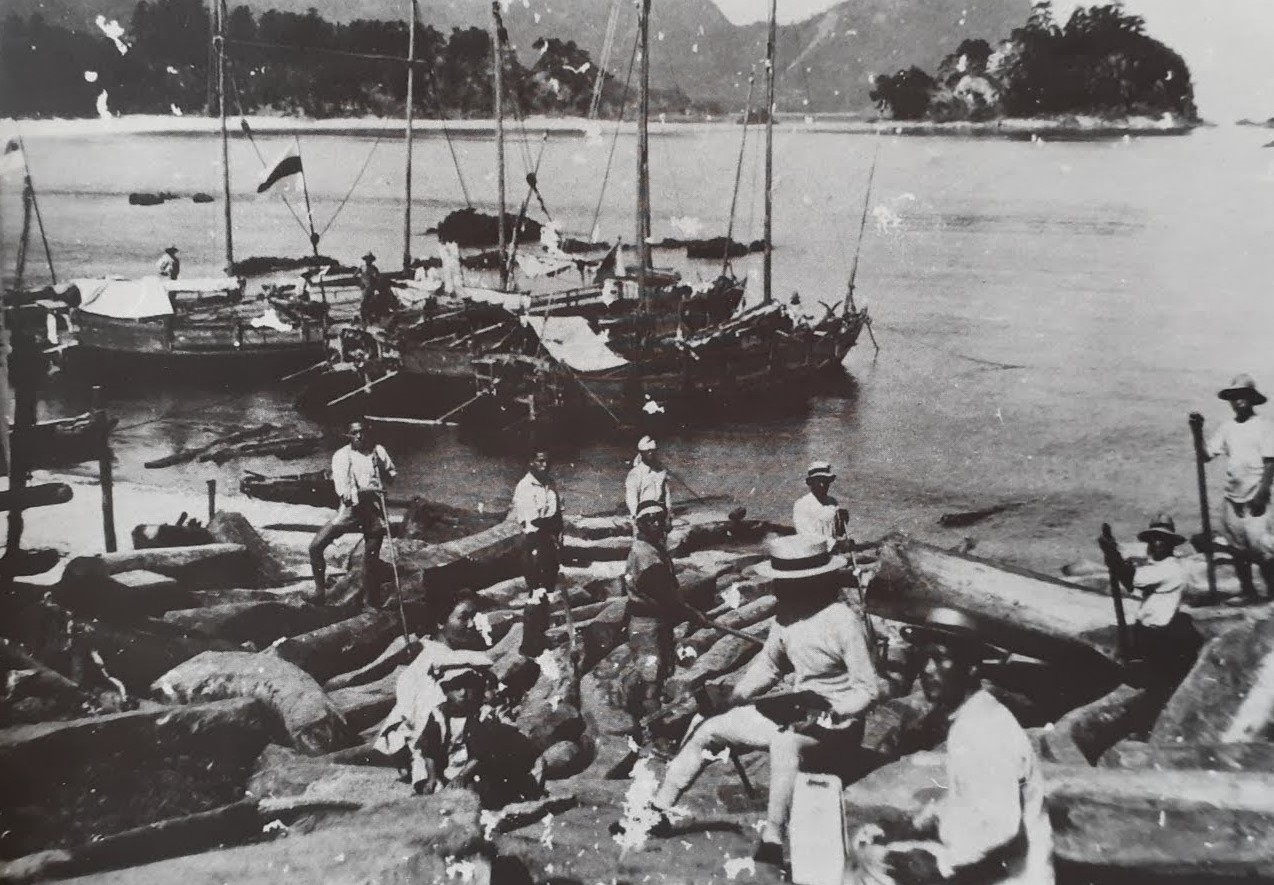
久僧港から積み出される材木（1922年）

1868年（明治元年）には久美浜県の、1871年（明治4年）には豊岡県の所属となり、1876年（明治9年）に京都府の所属で落ち着いた。1875年（明治8年）から1882年（明治15年）にかけてまとめられた『共武政表』では60戸・319人を有していた。1889年（明治22年）4月1日には町村制の施行により、中浜村・久僧村・谷内村・上野村・上山村・尾和村・袖志村の区域をもって竹野郡下宇川村が発足し、下宇川村の大字として久僧が設置された。
1914年（大正3年）から1915年（大正4年）、京都府農務課などが関与した耕地整理が行われ、吉野川の改修工事なども含めた水田（久僧田圃）の整備が行われた。1927年（昭和2年）3月7日には北丹後地震が起こり、峰山町や網野町では人的被害・建物被害ともに甚大だったが、久僧を含む宇川地域では被害は微々たるものだった。
太平洋戦争の際には久僧から59人が出征し、11人が戦死、7人が未帰還（生死不明）だった。1945年（昭和20年）7月には京都市立葵国民学校の児童が下宇川国民学校に疎開し、久僧では隣海寺本堂、薬師堂、庫裏の一部が宿舎となった。

### 現代

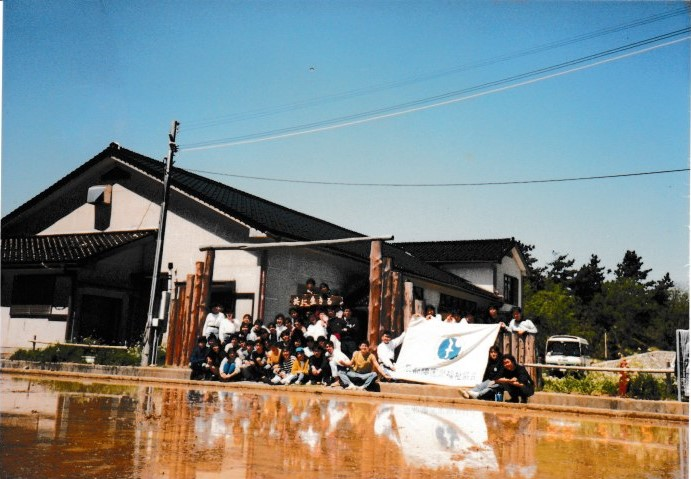
きゅうそキャンプ

1950年（昭和25年）には映画館の久僧映画館が開館した。経営者は松田房太郎と松田三門である。久僧映画館は常設館であり、著名な俳優が出演する作品は昼も夜も上映したが、演芸や芝居などの興行を行うこともあった。1958年（昭和33年）頃には宇川地域にもテレビが普及し始め、久僧映画館は昭和30年代末に開館した。
1955年（昭和30年）2月1日、下宇川村・間人町・豊栄村・竹野村・上宇川村が合併して丹後町が発足し、丹後町の大字として久僧が設置された。同年10月1日時点の世帯数は77世帯であり、人口は372人だった。
1962年（昭和37年）5月、久僧と中浜の集落の南側を通るバイパス道路が完成し、同年6月14日には丹後半島一周道路の開通記念式典も挙行された。1963年（昭和38年）1月には昭和38年1月豪雪（三八豪雪）が起こり、久僧でも足元に電線が見えるほどの積雪となった。此代と乗原の間の峠が長期間通行止めとなり、宇川地域は孤立して陸の孤島となった。この峠に犬ケ崎トンネルが完成するのは1975年（昭和50年）2月のことである。中浜の浄念寺に私立保育園があったが、1964年（昭和39年）5月には久僧に丹後町立宇川保育園が開園した。
航空自衛隊久僧官舎が建設されたことで世帯数が増加し、1983年（昭和58年）時点の世帯数は93世帯、人口は371人だった。同年時点では丹後町役場宇川支所や京都銀行宇川支店などもあったが、これらは後に廃止されている。
1978年（昭和53年）から2011年（平成23年）まで、京都障害児福祉協会（現京都総合福祉協会）が設立した丹後療育センターできゅうそキャンプと呼ばれる知的障害児療育キャンプ事業が実施されていた。2001年（平成13年）には丹後町初の温泉施設である宇川温泉よし野の里が開業した。建物の設計は象設計集団である。

### 近年の動向
2010年（平成22年）4月には京丹後市立下宇川保育所が閉園となり、下宇川保育所と上宇川保育所が統合されて京丹後市立宇川保育所が開園した。2014年（平成26年）には下宇川保育所の建物が宇川アクティブライフハウスとして再生された。2015年（平成27年）には久僧自治区によって『久僧 村の記録誌』が発行された。
2013年（平成25年）10月には宇川地域の女性を中心に、地域活性化を目的として美味しんぼ大会（後の宇川加工所）が設立された。2014年（平成26年）からは久僧の宇川アクティブライフハウスを活動拠点としている。2022年度（令和4年度）には総務省のふるさとづくり大賞において、宇川加工所が団体表彰にあたる総務大臣表彰を受けた。
2019年（平成31年）1月20日、久僧にあるにしがき宇川店が閉店した。にしがきは宇川地区唯一のスーパーであり、住民らが存続を求める署名活動を行っていたが、にしがきは行政による支援が得られなかったことで閉店を決めていた。にしがき閉店後の宇川地区は買い物困難地区となったが、株式会社いととめが移動販売車両の運行を開始した。
2020年（令和2年）5月30日、久僧にある京都北都信用金庫宇川出張所ATMコーナーが営業を終了し、宇川地区内にあるATMは中浜郵便局のみとなった。

## 名所・旧跡・観光スポット
- 豊住神社 - 旧村社[1]。祭神は天御中主神[1]。境内には蛭子神社・稲荷神社・秋葉神社がある[1]。
- 隣海寺 - 曹洞宗の寺院[1]。本尊は観世音菩薩坐像[1]。天和元年（1681年）の創建と伝わり[4]、当初は平の常徳寺の末寺だったが、元禄9年（1696年）には宮津の智源寺の末寺となった[1]。現在の本堂は1868年（慶応4年）3月に竣工した[20]。境内には薬師堂がある[1]。近くには江戸時代に遠州の可睡斎から分祀された石堂巖がある[1]。
- 丹後松島 - 丹後町此代・高嶋・平・久僧などにまたがる景勝地[21]。1968年（昭和43年）に丹後天橋立大江山国定公園に指定された。
- 久僧海水浴場 - 全長約600メートルの砂浜海岸[22]。西端部で高嶋海水浴場に隣接している。
- 宇川温泉よし野の里 - 日帰り入浴施設兼宿泊施設。丹後町初の温泉施設。
- 中浜郵便局 - 近畿地方最北端の郵便局。1878年（明治11年）1月16日に開設された旧中浜郵便局の建物は久僧ではなく中浜に現存する。
- 久僧公民館 - もともとは京丹後市が所有する宇川農業会館だったが、2016年（平成28年）4月1日には地区に譲渡されて久僧公民館となった[1]。
- 宇川観光案内所
- 宇川アクティブライフハウス - 2013年（平成25年）に結成された宇川加工所が拠点とする施設。宇川加工所は2022年度（令和4年度）に総務省のふるさとづくり大賞で団体表彰にあたる総務大臣表彰を受けた。
- 宇川駐在所
- 宇川ゴジラ岩（トッテカモ）

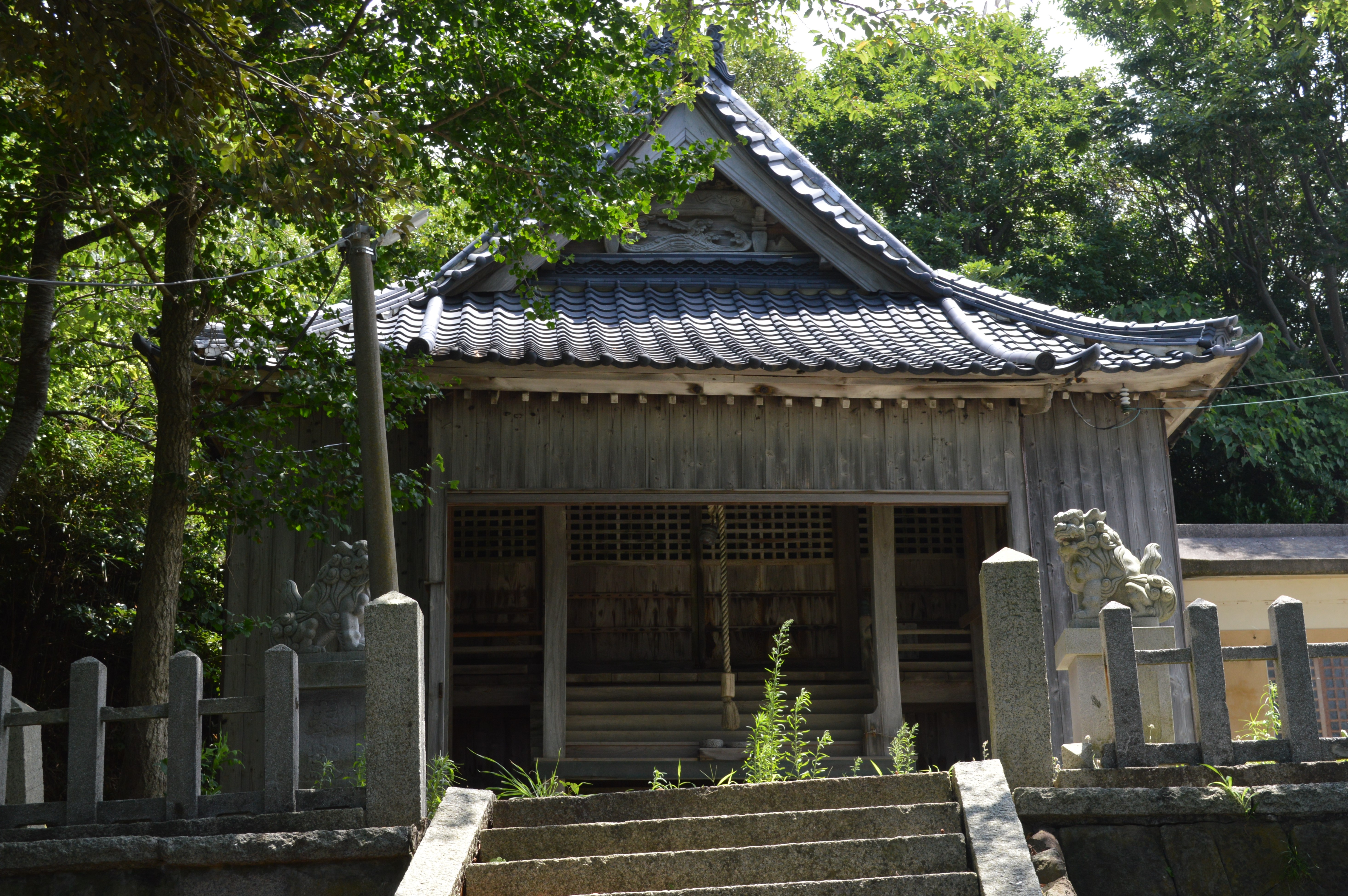
豊住神社
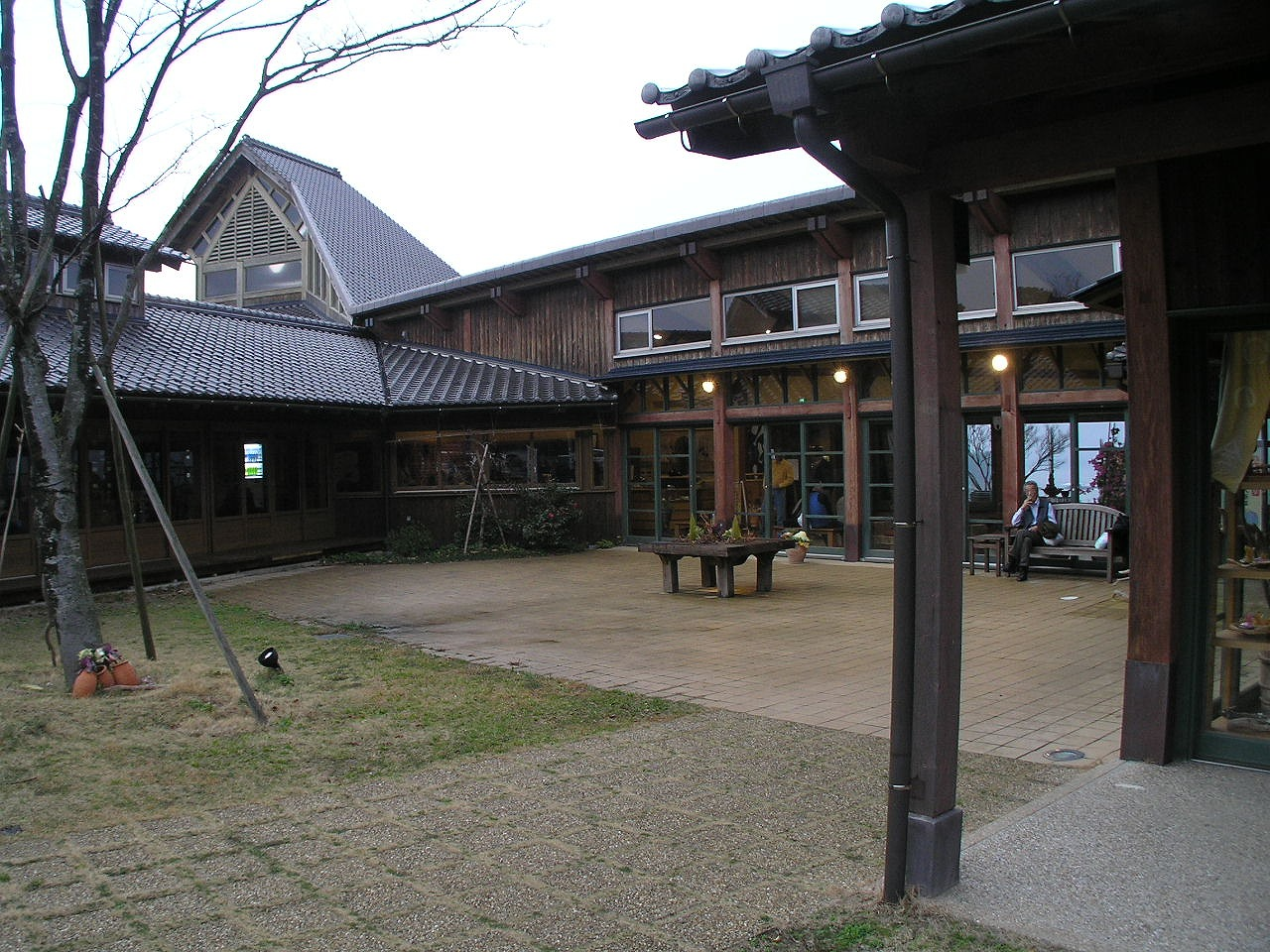
宇川温泉よし野の里
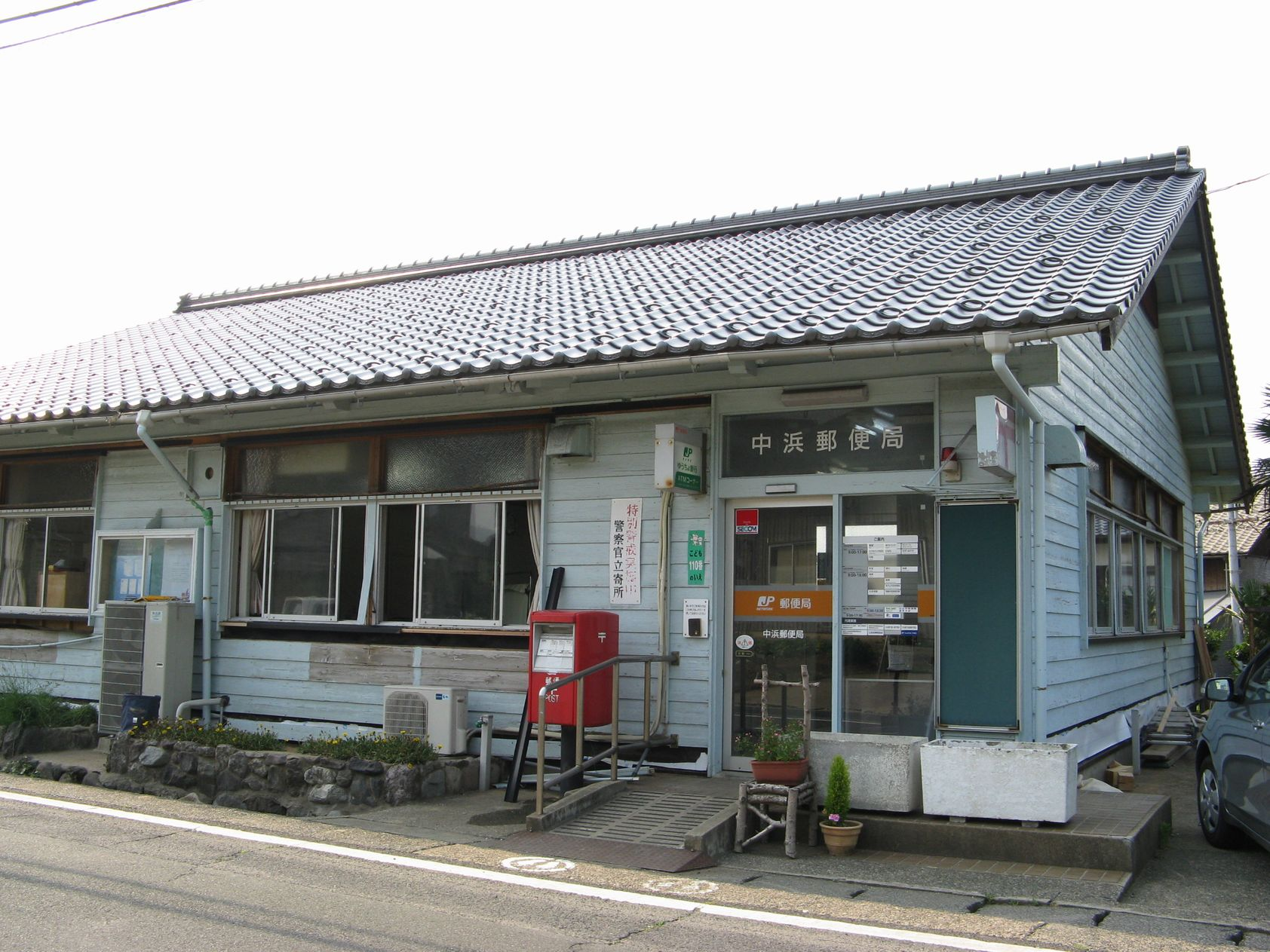
中浜郵便局
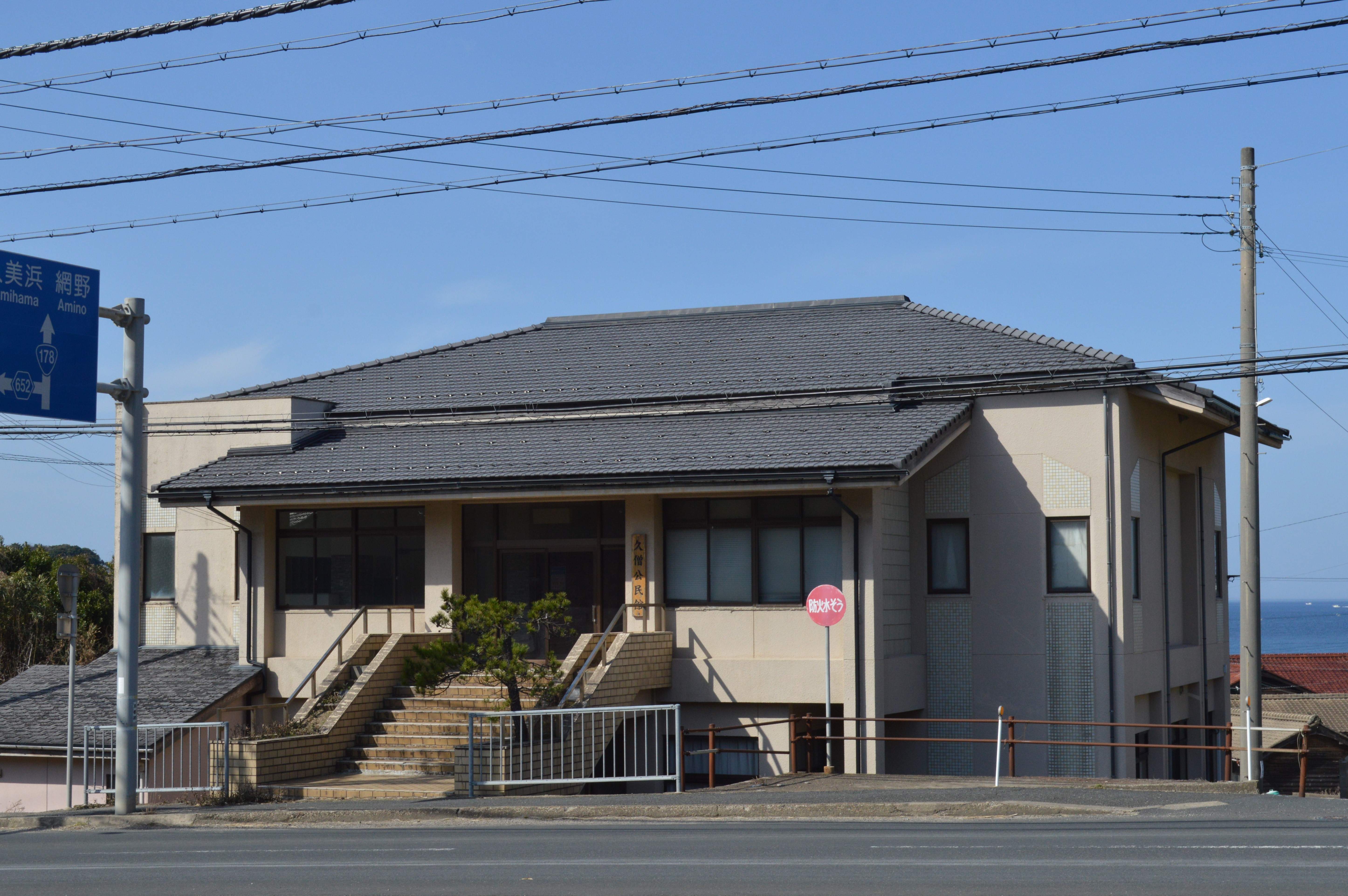
久僧公民館
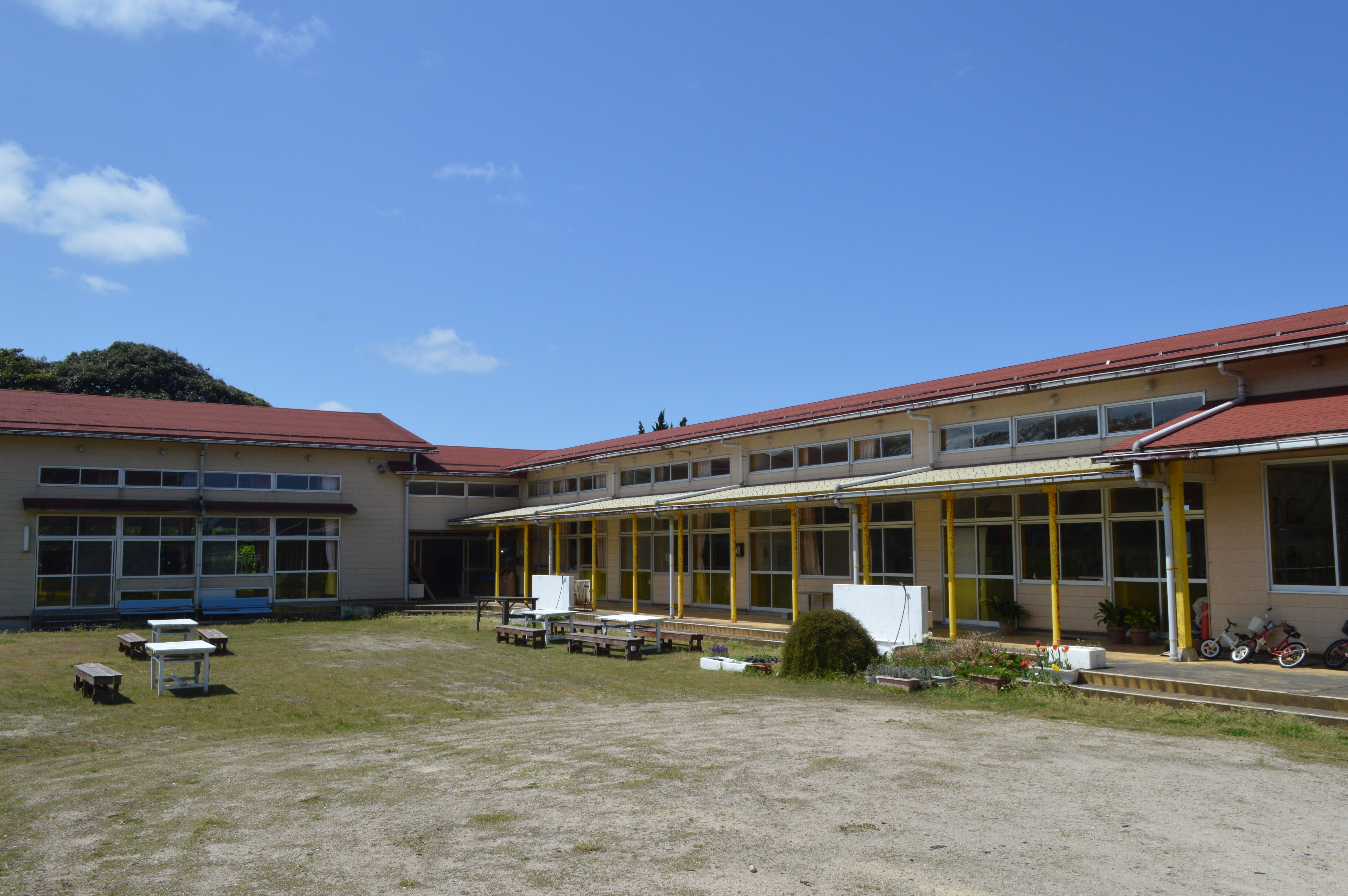
宇川アクティブライフハウス
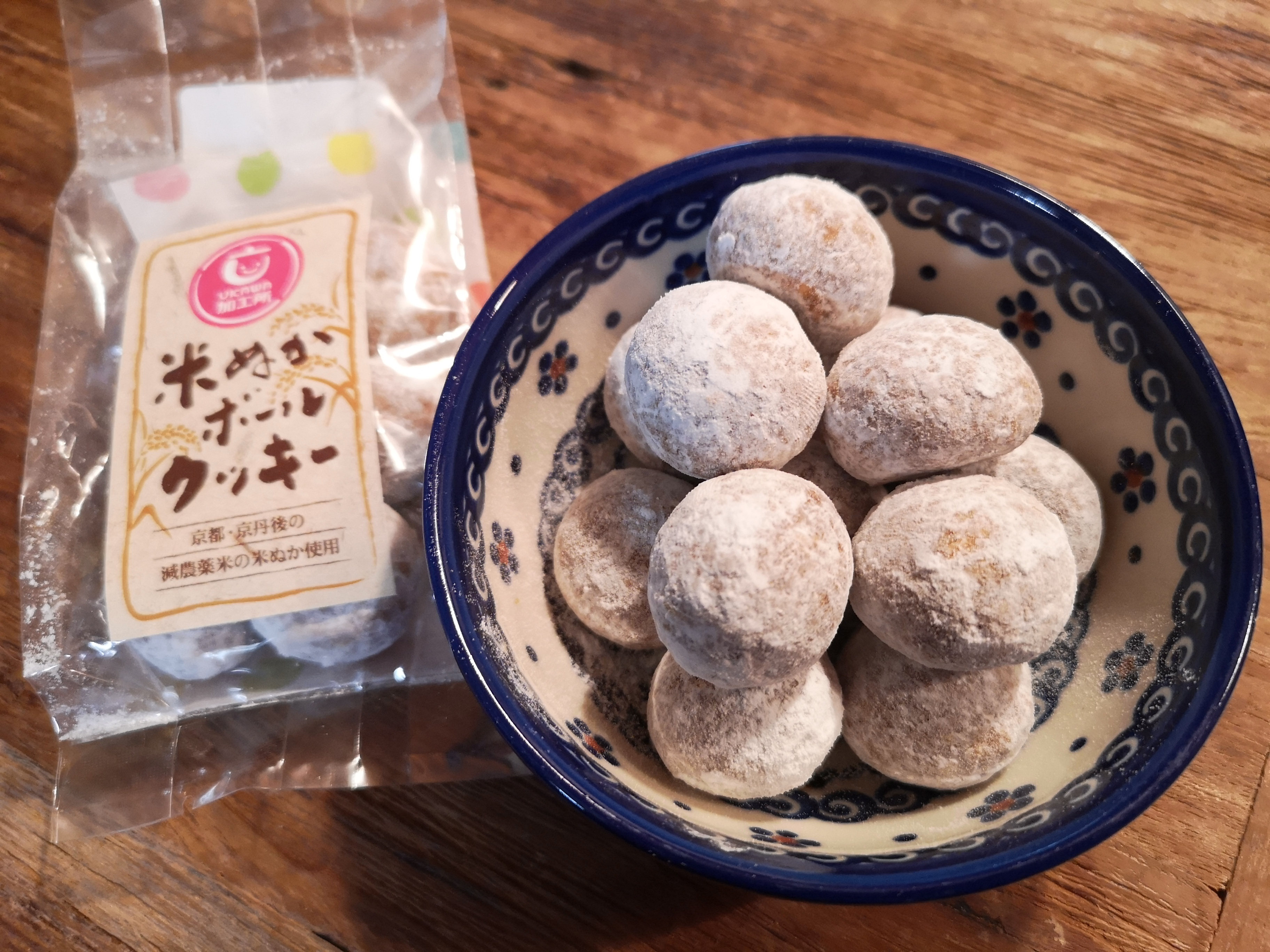
宇川加工所の米ぬかボールクッキー
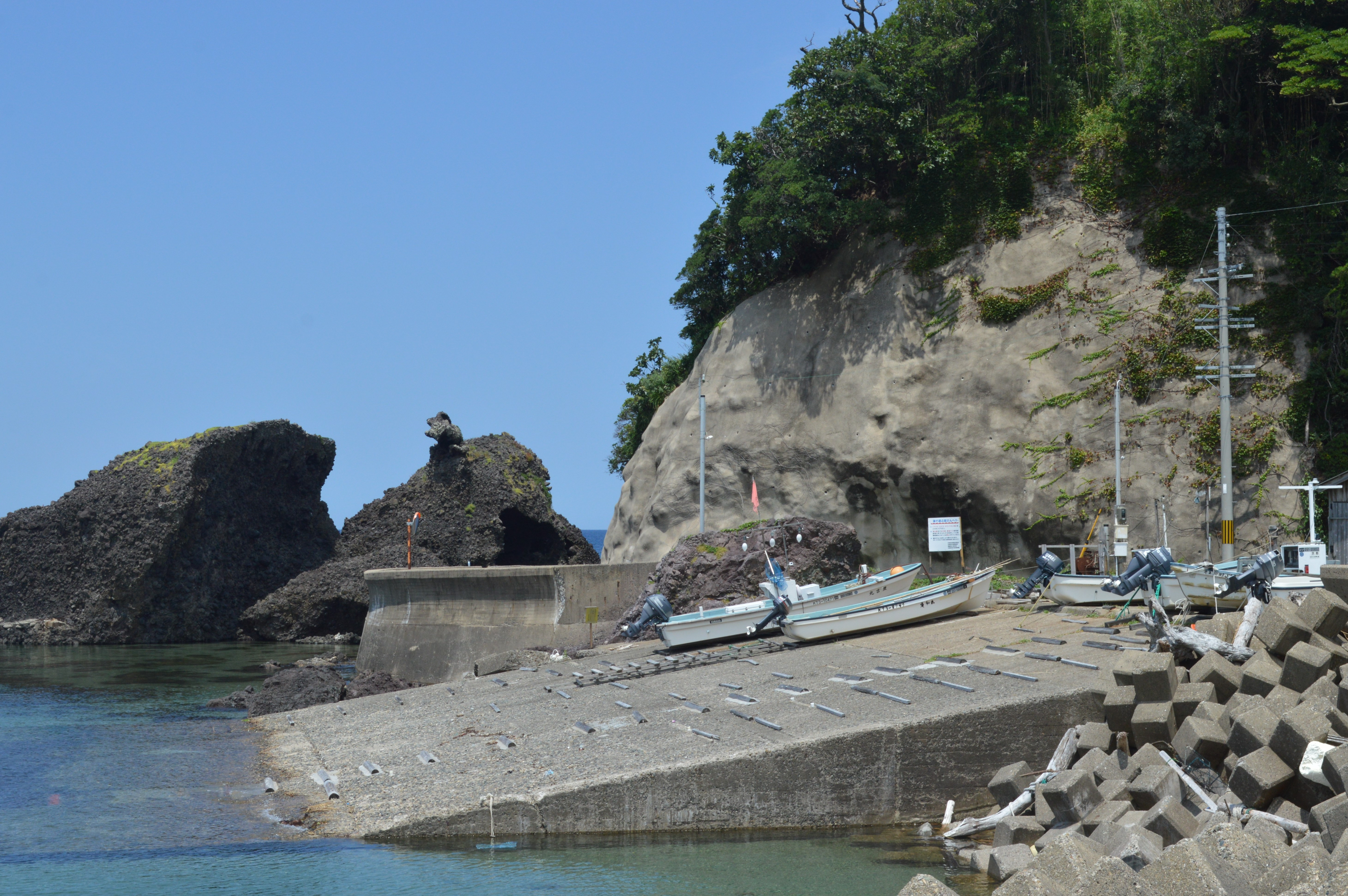
宇川ゴジラ岩（左）